# SK L/50 30.5釐米艦砲
SK L/50 30.5釐米艦砲是一款德國的重型艦砲，第一次世界大戰前德國海軍所屬的26艘主力艦中即有16艘以此炮作為主要武裝。本炮設計於1908年，並於1911年正式服役，首先裝備在公海艦隊所屬的黑爾戈蘭級戰艦上；其使用的砲彈直徑略大於12英吋。
除了裝備黑爾戈蘭級戰艦的四艘同級艦外，本炮亦是國王級戰艦的四艘同級艦與德弗林格爾級戰鬥巡洋艦三艘同級艦的主要武裝。本炮在發生於1916年5月31日至6月1日間的日德蘭海戰中表現相當突出，當時德弗林格爾級戰鬥巡洋艦的一號艦與二號艦德弗林格爾號與呂佐夫號以本炮擊沉了英國皇家海軍的瑪利皇后號與無敵號戰鬥巡洋艦。本炮最終在SK L/45 38釐米艦砲問世後被取代。
在第一次世界大戰爆發前，本炮主要以岸防砲的形式被安放在黑爾戈蘭島與旺格岛等地的沿岸以衛戍德國的北海海岸。其中一門砲在戰爭爆發後被安置於當時已被德軍佔領的法蘭德斯以保護澤布呂赫港。戰後，黑爾戈蘭島上的岸防砲被協約國摧毀，但旺格岛沿岸的火砲得以倖存。在黑爾戈蘭島於1935年被重新武裝化後，三門旺格岛的岸防砲被移往該地安置。第二次世界大戰期間，又有另外三門火砲被移往法國以監視皇家海軍在多佛海峽上的活動。

## 設計細節

### 炮塔
SK L/50 30.5釐米艦砲通常被安裝於雙聯裝炮塔中。黑爾戈蘭級戰艦使用六座Drh LC/1908雙聯裝炮塔；這種炮塔塔頂裝甲為100毫米厚，側面裝甲則有300毫米厚。稍後的艦級則使用了較為進步的設計。皇帝級戰艦裝備五座Drh LC/1909雙聯裝炮塔， 稍後的國王級戰艦則裝備了五座Drh LC/1911雙聯裝炮塔。與LC/1908炮塔相比，皇帝級戰艦所使用的LC/1909炮塔增強了塔頂裝甲，其厚度由原先的100毫米大增至300毫米，不過側面裝甲並無變化。LC/1911炮塔塔頂裝甲則減為110毫米，側面裝甲仍然沒有變化，依舊為原始的300毫米。德弗林格爾號與呂佐夫號戰鬥巡洋艦裝備四座Drh LC/1912雙聯裝炮塔，不過它們的半血緣姊妹艦興登堡號則裝備了Drh LC/1913雙聯裝炮塔。LC/1912炮塔塔頂裝甲為110毫米厚，側面裝甲則為270毫米厚。興登堡號的新式炮塔則擁有較厚重的裝甲防護，其塔頂裝甲增至150毫米，側面裝甲則未更動。炮塔總重介於543至558公噸之間；重量的差異主要取決於裝甲的厚度。
以國王級戰艦為例，每座砲塔下方均設有一間與旋轉彈藥吊籃相連接的工作室，吊籃則一路延伸至下方的彈藥庫。炮塔的旋轉是以電子控制的，不過主砲本身的升降則仰賴液壓系統。為免起火，砲塔內部的所有元件均是以鋼製造的。先前的戰艦亦有著類似的炮塔佈局。在德弗林格爾級戰鬥巡洋艦上，前方兩座與後方上層甲板的炮塔同樣採用這種佈局模式，不過最後方的炮塔內，裝填室與彈藥庫的位置是顛倒的。
所有的炮塔都可使主砲上升至13.5度的最大仰角，但在日德蘭海戰後，這些炮塔均被修改以容納16度的最大仰角。安裝於戰艦中軸線的炮塔可左右旋轉各150度，不過黑爾戈蘭級與皇帝級的雁列式布局炮塔則僅有左右各80度的旋轉範圍。

### 岸防砲
1909年至1912年間，黑爾戈蘭島上裝有四座雙聯裝炮塔，不過其確切型號不詳。德皇威廉二世岸防砲組於第一次世界大戰期間在被德軍佔領的法蘭德斯設置，用以保衛澤布呂赫港。該列陣包含了四門安裝於水泥炮座上的305毫米火炮。這些火砲須以人力推動方能旋轉；旋轉軸心位於主砲前方，後方則裝有安置於軌道上的滑輪。所有岸防砲都裝有炮盾，可執行全方位射擊。負責操作這些火炮的是來自第一海軍炮兵團（Matrosen Artillerie Regiment）的水手們。
第一次世界大戰末，旺格岛上增設了包含六門火砲的弗里德里希·奧古斯特岸防砲組。1935年希特勒撕毀使黑爾戈蘭島非軍事化的《凡爾賽和約》，因此三門火砲被移往該島安放。1938年時，馮·施羅德岸防砲組被增設至該島上，並由第二海軍炮兵營（II. Marine-Artillerie-Abteilung）負責操作，稍後又改由第122海軍炮兵營操作（122. Marine-Artillerie-Abteilung）。當法國於1940年投降後，三門火砲均被移往濱海布洛涅近郊安放，其名稱則維持弗里德里希·奧古斯特岸防砲組。這些火砲原先無固定炮座，可360度旋轉，但稍後火砲前方建起水泥掩體，主砲的射界因而受到侷限；該地的岸防炮擁有50度的最大仰角，並可左右旋轉各220度。

### 彈藥
第一次世界大戰期間的SK L/50 30.5釐米艦砲可發射兩種彈藥，分別是L/3.1穿甲彈與L/4高爆彈。第二次世界大戰期間，該炮可發射的彈藥種類更為廣泛，其中包含L/3.4穿甲彈、L/4.9穿甲彈、L/3.8高爆彈、L/5高爆彈與L/4.8高爆彈，以及特別為岸防砲設計的彈種。穿甲彈與高爆彈的重量介於405至415公斤之間，岸防砲彈則僅重250公斤。
第一次世界大戰期間使用的彈種可填充91公斤或34.5公斤的RP C/12主推進裝藥；這使彈藥的炮口初速可達到每秒855公尺。岸防砲彈種則可填充85.4公斤或41.6公斤的主推進裝藥。1942年後，穿甲彈開始填充重121.5公斤的RP C/38推進裝藥；高爆彈則填充143公斤的推進裝藥。新彈種的炮口初速介於每秒850至855公尺之間，但輕量化岸防砲彈種的炮口初速可達每秒1120公尺。
| 彈藥種類（名稱）                                                      | 重量           | 裝藥重量          | 炮口初速                | 射程                 |
| 第一次世界大戰                                                        | 第一次世界大戰 | 第一次世界大戰    | 第一次世界大戰          | 第一次世界大戰       |
| --------------------------------------------------------------------- | -------------- | ----------------- | ----------------------- | -------------------- |
| 穿甲彈 (Pzgr L/3.1)                                                   | 405.5（894磅） | 13.6（30磅） (HE) | 855 m/s（2,810 ft/s）   | 20.4 km（22,300 yd） |
| 高爆彈 (Sprenggranate L/4)                                            | 405.9（895磅） | 不詳              | 855 m/s（2,810 ft/s）   | 不詳                 |
| 第二次世界大戰                                                        |                |                   |                         |                      |
| 穿甲彈 (Pzgr L/3.4 (mit Haube))                                       | 405（893磅）   | 11.5（25磅） (HE) | 855 m/s（2,810 ft/s）   | 32 km（35,000 yd）   |
| 風帽穿甲彈 (Pzgr L/4.9 (mit Haube))                                   | 415（915磅）   | 不詳              | 855 m/s（2,810 ft/s）   | 41.3 km（45,200 yd） |
| 彈底引信高爆彈 (Sprenggranate L/3.8 m. Bdz.)                          | 415（915磅）   | 不詳              | 850 m/s（2,800 ft/s）   | 不詳                 |
| 彈底引信高爆彈 (Sprenggranate L/5 m. Bdz.)                            | 415（915磅）   | 不詳              | 850 m/s（2,800 ft/s）   | 不詳                 |
| 彈頭引信高爆彈 (Sprgr L/4.8 m. Kz.)                                   | 405（893磅）   | 26.5（58磅） (HE) | 855 m/s（2,810 ft/s）   | 不詳                 |
| 風帽彈底引信與彈頭引信高爆彈 (Sprgr L/3.6 m. Bdz. u. Kz. (mit Haube)) | 250（550磅）   | 14.5（32磅） (HE) | 1,120 m/s（3,700 ft/s） | 51.4 km（56,200 yd） |

### 性能表現
當炮口上揚13.5度時，裝載穿甲彈的SK L/50 30.5釐米艦砲可對16,200公尺外的目標進行射擊。在炮塔修正以使最大仰角達到16度後，艦砲射程亦相應地增加至20,400公尺。在12,800公尺的距離外，L3穿甲彈可擊穿254毫米厚的裝甲板；在15,000公尺的距離外，炮彈的穿透性能遞減至僅能擊穿229毫米的裝甲板。第二次世界大戰時期的305毫米艦砲，其射程遠比一戰時期來得遠。當裝載405公斤的砲彈，並將炮口上揚至45度角時，艦砲的最大射程可達32,000公尺；裝載415公斤的砲彈，炮口上揚至49.2度角時，最大射程增至41,300公尺；裝載輕量化的250公斤炮彈，炮口上揚至49.1度角時，最大射程更可達51,400公尺。

## 註記
1. ↑  在德意志帝國海軍的命名法則內，加註有「SK」（德語：Schnelladekanone）字樣的火砲表示其為速射砲，而「L/50」則表示炮管長度為50倍徑，意即該砲管的長度是口徑的50倍。

## 腳註
1. ↑  Gröner, pp. 23–30.
2. ↑  Gröner, pp. 54–9.
3. ↑  Gröner, p. 24
4. ↑  Gröner, p. 26
5. ↑  Gröner, p. 27
6. ↑  Gröner, p. 56
7. 1 2 3 4 5 6 7  DiGiulian, Tony. . Navweaps.com. 28 December 2008  [14 August 2009]. （原始内容存档于2013-08-20）.
8. ↑  Herwig p. 70
9. ↑  Gardiner and Gray, pp. 146–147
10. ↑  Rolf (2004), p. 186
11. ↑  Norton, Augustus. . Journal of the United States Artillery (Ft. Monroe, VA: Coast Artillery School Press). 1919, 51 (1-2): 26, 160–5.
12. ↑  François, Guy. . Paris: Editions Histoire et Fortifications. 2006: 8 （法语）.
13. ↑  Rolf (1998), pp. 38, 300
14. ↑  Rolf (1998), p. 335
15. ↑  . The Atlantic Wall Linear Museum.   [2009-08-16]. （原始内容存档于2009-07-19）.